# فرد تيت
فرد تيت (24 يوليو 1867 في المملكة المتحدة - 24 فبراير 1943 في المملكة المتحدة) (بالإنجليزية: Fred Tate)‏ هو لاعب كريكت بريطاني (وحمل سابقاً جنسية المملكة المتحدة لبريطانيا العظمى وأيرلندا). شارك مع منتخب إنجلترا للكريكت.

## وصلات خارجية
- فرد تيت على موقع إي آس بي آن كريك إنفو (الإنجليزية)